# Luiz Carlos Neves
Luiz Carlos Neves é um político brasileiro filiado ao Movimento Democrático Brasileiro (MDB), tendo sido o 5º prefeito de Carapicuíba e pai do 11º prefeito Marcos Neves.

## Prefeito de Carapicuíba
Luiz Carlos Neves havia sido Secretário de Saúde, Secretário de Obras, e Chefe do MOBRAL(Movimento Brasileiro de Alfabetização) no mandato de Antonio Faustino dos Santos quando se elegeu prefeito de Carapicuíba.
Foi eleito com 12.500 votos, pelo PMDB, no início de seu mandato aumentou o número de secretarias para 13. Foi o responsável pela construção das 4 primeiras creches da cidade, e pela construção do Ginásio Poliesportivo Presidente Tancredo Neves. Com o apoio do Governo do Estado de São Paulo construiu o primeiro acesso a Rodovia Castelo Branco do município.
Implantou 86% da Iluminação Pública atual na cidade, e priorizou também a pavimentação de ruas. Sem deixar dívidas para o sucessor, Luiz Carlos Neves exerceu seu mandato até o dia1 de Janeiro de 1989.
Luiz Carlos Neves conseguiu ainda, eleger seu filho Marcos Neves, como vereador e posteriormente deputado estadual, junto a Rubens Furlan, se empenhou em eleger Bruna Furlan como deputada federal para garantir da oposição ma Zona Oeste da Grande São Paulo em Brasília.